# ASC Entente Sebkha FC
ASC Entente Sebkha FC ist ein mauretanischer Fußballverein aus Sebkha. Zu den größten Erfolgen des Vereins gehört der Pokalsieg im Jahr 2003 und 2005. Momentan spielt man in der Ligue 2 Mauretanien, der zweiten Liga des Landes.

## Erfolge
- Pokal: 2

2003, 2005

## Statistik in den CAF-Wettbewerben
| Wettbewerb                 | Runde         | Gegner           | Hinspiel | Rückspiel |  |
| -------------------------- | ------------- | ---------------- | -------- | --------- |  |
|                            |               |                  |          |           |  |
| CAF Confederation Cup 2004 | Qualifikation | Étoile de Guinée | 0:2 (H)  | 0:2 (A)   |  |
| CAF Confederation Cup 2006 | Qualifikation | ASO Chlef        | n. a.    | n. a.     |  |

- 2006: Der Verein zog seine Mannschaft nach der Auslosung zurück.